# Goeppertia crocata

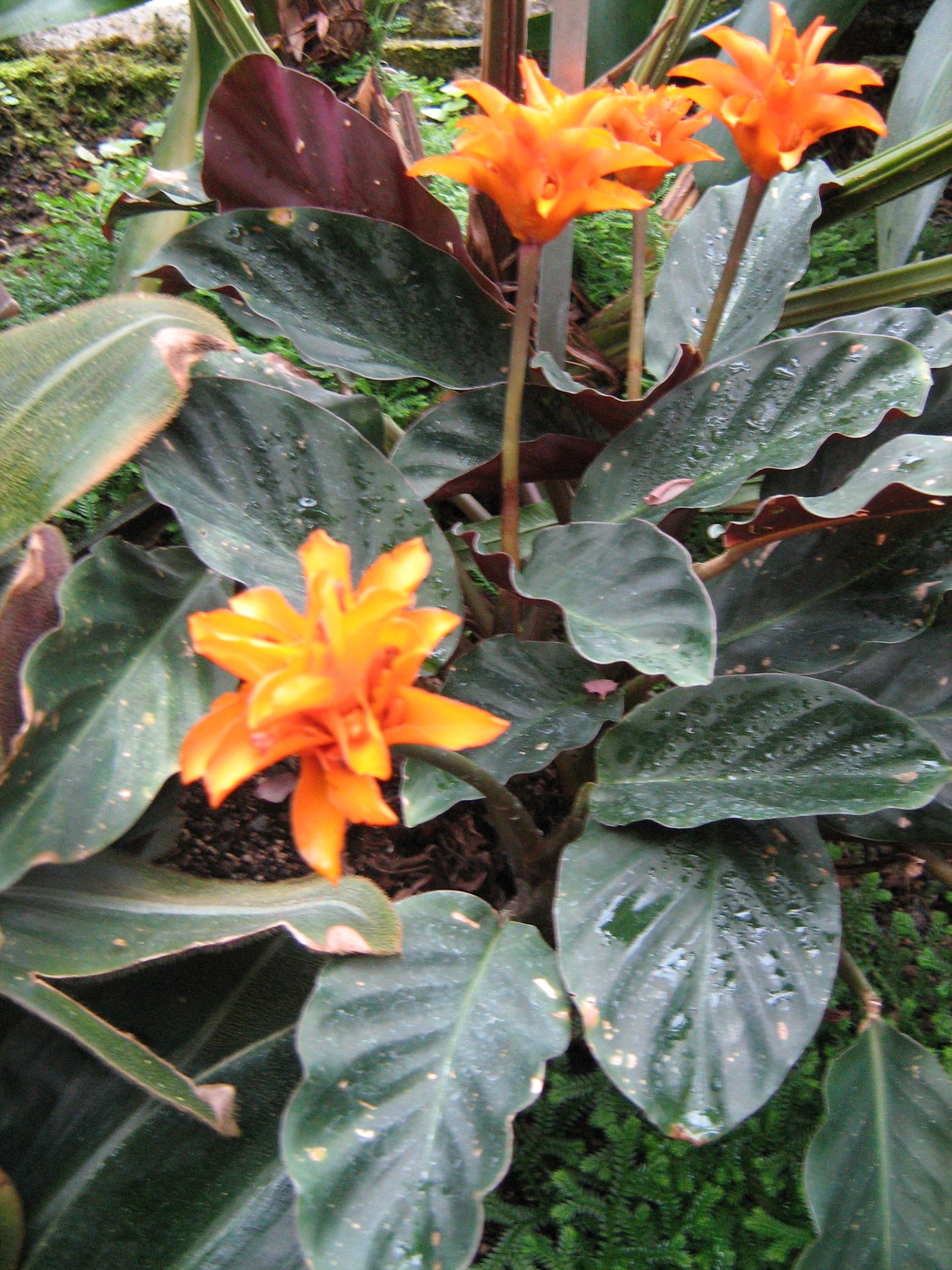

Гопертія шафранна (Goeppertia crocata) — вид квіткової рослини родини Марантові (Marantaceae), що росте в штатах Баїя та Еспіриту-Санту на сході Бразилії. Вид довгий час належав до роду Калатея (Calathea), тому часто зустрічається під найменуванням Калатея шафранна (лат. Calathea crocata), яке наразі вважається базонімом. Вирощується як декоративна рослина завдяки гарному цвітінню в горщиковій або оранжерейній культурі, хоча й вимагає умов, які важко відтворити у квартирі. Вид отримав нагороду Королівського садівничого товариства «За заслуги перед садом» як декоративна рослина для теплиць.
Має повсякденні назви в англомовному середовищі Enternal Flame з англ. - «Вічний вогонь».

## Ботанічний опис

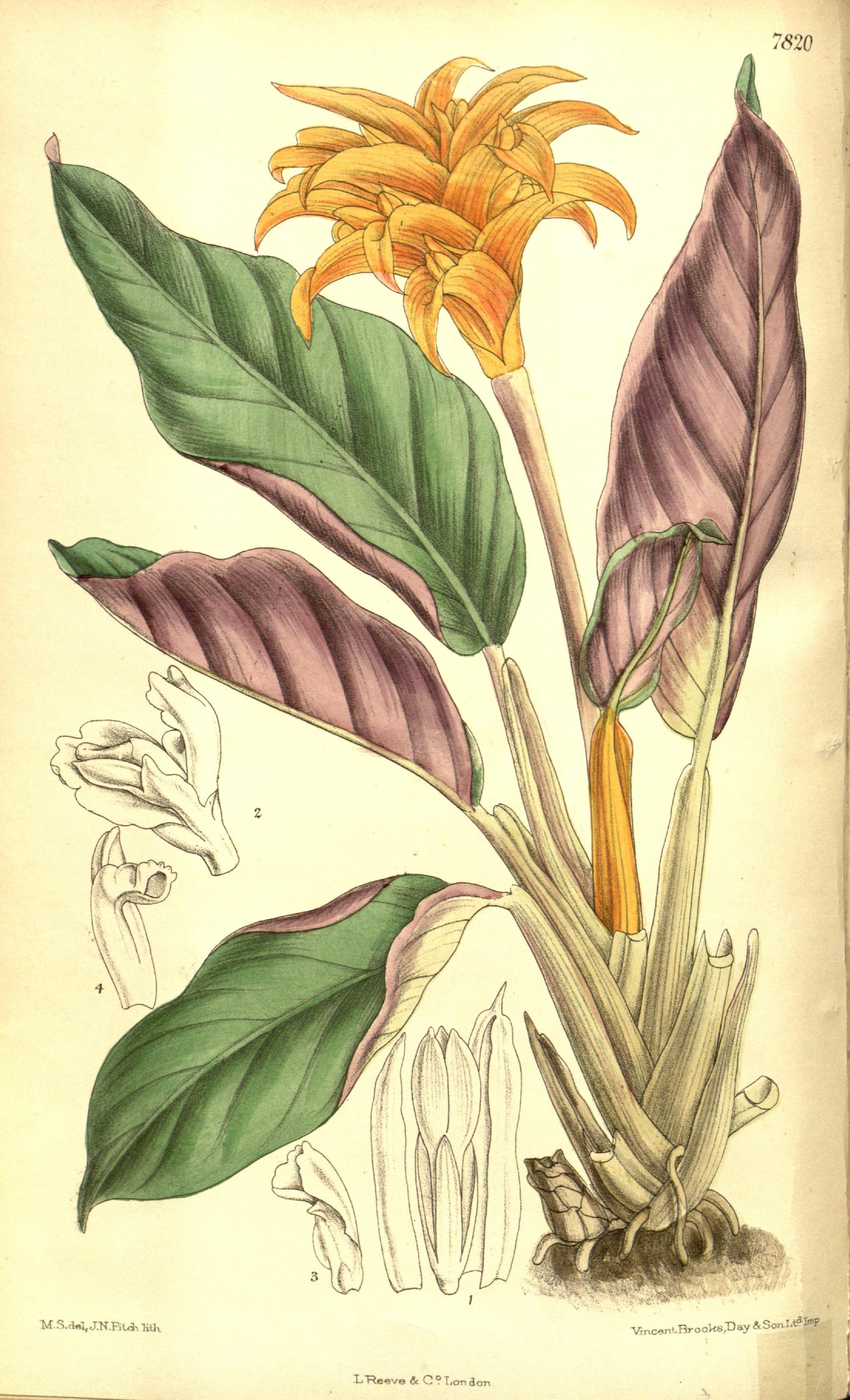
Ботанічна ілюстрація

Кореневищна багаторічна трав'яниста рослина, що утворює компактний кущик заввишки до 40-45 см.
Стебло укорочене, листя і суцвіття виникають безпосередньо з підземного кореневища.
Листя росте з кореневищного стебла, що часто укорінюється, що стоїть пучком на вкритих піхвами черешках довжиною 5-8 см.
Листя просте, гладке, велике, злегка хвилясте по краях. Листові пластини великі, в довжину досягають 30 см, соковиті, овальної форми або від еліптичних до яйцеподібних. Нижня сторона листя фіолетова або пурпурно-бордова, винного відтінку, верхня поверхня — темно-зелена, зморшкувато-ребриста із зеленими мітками вздовж основних бічних жилок.
Справжні квітки обох статей, дрібні і непоказні, червонуватих або рожевих квітів зібрані в колосоподібні суцвіття, які заховані у великих приквітках яскраво-жовтогарячих або шафранних відтінків, що приймаються за квітку. Квітки мають специфічний запах, який багато хто вважає неприємним і відразливим. Суцвіття є колосом на квітконосі від 20 до 30 см.
Плід — коробочка, що зазвичай містить три насінини.
Число хромосом 26.

### Екологія
Вигляд дуже чутливий до наявності солей (глікофіт). Непереносимість солі, що часто виявляється у вигляді крайового опіку.
Цвітіння залежить від довжини дня та температури. За тривалості світлового дня більше 11,5 годин кількість колосків на рослині швидко зменшувалась. У умовах безперервного освітлення рослини не цвіли. Досліди у вегетаційних камерах при різних постійних температурах показали, що оптимальне цвітіння відбувалося при 18-20 ° C, причому як нижчі, так і вищі температури гальмували формування квіток.

## Таксономія
У 2012 році вийшла робота міжнародної групи вчених «Молекулярна філогенетика та перегляд загальних меж роду Калатея», в якій було підтверджено, що цей ботанічний рід Калатея (Calathea) є поліфілетичним (тобто помилково включає види, що не мають безпосереднього загального предка) і на підставі аналізу трьох пластидних та одного ядерного маркерів з вихідних 285 видів калат 107 були залишені без змін класифікації, інші ж віднесені до роду Гоппертия (Goeppertia), у тому числі і Goeppertia crocata. Оскільки ця нова номенклатура ще завжди використовується в комерційній торгівлі, рослина часто фігурує під старим найменуванням калатея шафранна (лат. Calathea crocata).
Назва роду дано на честь німецького ботаніка та палеонтолога Генріха Гёпперта (1800—1884). У російськомовних джерелах зустрічається назва «гопертія», хоча правильнішим є варіант, що передає оригінальне звучання прізвища — «гепертія».
Видовий епітет лат. crocata означає «кольори шафрану», жовто-жовтогарячий.

## Застосування
Використовуються як ландшафтна декоративна рослина в тропічному та субтропічному кліматі або як кімнатні рослини горщиків в помірних зонах . При цьому гопертія шафранна — чи не єдиний, то найпопулярніший представник сімейства Марантовые (Marantaceae) , яку ввели в культуру завдяки декоративному цвітінню, а інші види розлучаються завдяки декоративному листю .
Вигляд був завезений з Бразилії в Європу в 1874 ботаніком Ламбертом Джейкоб-Макоем з Льєжа, Бельгія.
В умовах квартири вважається примхливою рослиною, оскільки вимагає високої вологості повітря, інакше може скидати листя. Goeppertia crocata походить з вологих лісів Бразилії, де повітря майже завжди близьке до насичення. Сухість житлового приміщення зрештою стане згубною для рослини. Може утримуватися в умовах міні-теплички, тераріуму або оранжереях.
Індукцію цвітіння можна запрограмувати, застосовуючи короткі світлові дні за помірних температур. Короткоденна обробка протягом 10 годин протягом 9 тижнів при 18 °C призводить до цвітіння через 14-16 тижнів після початку індукційної обробки. Після індукування кольорів тривалість дня стає неважливою .

### Сорти
Існує сорт 'Tassmania' — більш прямостоячі пагони, з темнішим листям і вищими квітконосами і сорт 'Candela' — також листя прямостоячі, компактні, але з більш короткими
квітконосами.